# Xã hội loài linh trưởng
Xã hội loài linh trưởng (Primate sociality) là một lĩnh vực của ngành linh trưởng học nhằm mục đích nghiên cứu sự tương tác giữa ba yếu tố chính của mạng lưới xã hội ở loài linh trưởng: tổ chức xã hội, cấu trúc xã hội và hệ thống giao phối. Giao điểm của ba cấu trúc này mô tả các hành vi và mối quan hệ phức tạp về mặt xã hội xảy ra giữa những con linh trưởng đực và linh trưởng cái trưởng thành của một vài loài cụ thể. Sự gắn kết và ổn định của các nhóm được duy trì thông qua sự hợp nhất của các yếu tố, bao gồm: quan hệ họ hàng, sự sẵn sàng hợp tác, tần suất của các lý thuyết hành vi, hoặc cường độ khác nhau của các cấu trúc thống trị. Tổ chức xã hội linh trưởng tồn tại dọc theo một quang phổ, với các mạng lưới từ các hệ thống lân cận đơn độc đến các đơn vị đa cá nhân đến các xã hội đa cấp phức tạp bao gồm các đơn vị xã hội được tổ chức theo cấp bậc. Sự phát triển của các hệ thống xã hội linh trưởng đa dạng được coi là một phản ứng phòng vệ trước các loài săn mồi được hình thành qua quá trình chọn lọc tự nhiên. Sự hợp tác, phối hợp trong việc tìm kiếm phát hiện thức ăn, hợp tác và học tập xã hội cũng được coi là đồng lợi ích của việc sống theo nhóm.